# Kanton Condé-sur-Noireau
Kanton Condé-sur-Noireau (fr. Canton de Condé-sur-Noireau) je francouzský kanton v departementu Calvados v regionu Normandie. Při reformě kantonů v roce 2014 byl utvořen z 48 obcí, do té doby sestával z 11 obcí. V květnu 2016 ho tvořilo opět 11 obcí (vzhledem k procesu slučování některých obcí).

## Obce kantonu
- Condé-en-Normandie [p 1]
- Lassy
- Périgny
- Le Plessis-Grimoult
- Pontécoulant
- Saint-Denis-de-Méré
- Saint-Jean-le-Blanc
- Saint-Vigor-des-Mézerets
- Souleuvre-en-Bocage [p 2]
- Valdallière [p 3]
- La Villette

### Obce kantonu (do roku 2015)
- La Chapelle-Engerbold
- Condé-sur-Noireau
- Lassy
- Lénault
- Périgny
- Pontécoulant
- Proussy
- Saint-Germain-du-Crioult
- Saint-Jean-le-Blanc
- Saint-Pierre-la-Vieille
- Saint-Vigor-des-Mézerets